# خالد آدم
خالد ميسري آدم (بالأمهرية: ካሊድ አደም)‏؛ مواليد 1975) هو إثيوبي أدين بختان الإناث في الولايات المتحدة، بسبب قيامه شخصياً باستئصال بظر ابنته البالغة من العمر عامين بمقص.